# ソーナム・カプール
ソーナム・カプール (ヒンディー語: सोनम कपूर, 英語: Sonam Kapoor 1985年6月9日 - ）は、インド出身の女優、モデル。身長171cm。

## 主な出演作品
- Saawariya (2007年)
- デリー6 Delhi-6 (2009年)
- I Hate Luv Storys (2010年)
- Aisha (2010年)
- Thank You (2011年)
- Mausam (2011年)
- Players (2012年)
- ラーンジャナー Raanjhanaa (2013年)
- ミルカ Bhaag Milkha Bhaag (2013年)
- Khoobsurat (2014年)
- プレーム兄貴、王になる Prem Ratan Dhan Payo[2](2015年)
- Neerja (2016年)[3]
- パッドマン 5億人の女性を救った男 Pad Man (2018年)
- SANJU サンジュ Sanju (2018年)